# Zaubernacht
Zaubernacht  (Noche mágica en español) op. 7 es un ballet con canciones (pantomima para niños) en un acto con música de Kurt Weill y texto en alemán de Wladimir Boritsch. Se estrenó en el Theater am Kurfürstendamm de Berlín el 18 de noviembre de 1922, con dirección de Franz Ludwig Hörth, George Weller, coreografía de Mary Zimmermann y escenario de Wladimir Boritsch.
Esta pantomima infantil requiere una soprano solista y una orquesta de cámara. La orquestación original no se recuperó hasta el año 2006. 